# Aktasj
För andra betydelser, se Aktasj (olika betydelser).
Aktasj (ryska: Акташ, Aktaš) är en stad vid floden Zeravsjan i provinsen Samarkand i centrala Uzbekistan. Staden ligger 60 km öster om staden Navoi och 30 km väster om staden Kattaqoʻrgʻon. 